# Alexey Tsatevitch
Alexey Vladimirovitch Tsatevitch (en russe : Алексей Владимирович Цатевич) est un coureur cycliste professionnel russe né le 5 juillet 1989 à Verkhniaïa Pychma (Oural, RSFSR, URSS) et mort le 8 avril 2024 .

## Biographie
De 2008 à 2010, Alexey Tsatevitch participe à des courses en Italie avec une sélection de coureurs russes. Il remporte en 2008 la course Due Giorni Marchigiana-GP Industria Commercio Artigianato di Castelfidardo. En 2010, il participe au Tour de l'Avenir, où il est 4e de la première étape, et aux championnats du monde sur route où il se classe 75e de la course en ligne des moins de 23 ans.
En 2011, il intègre l'équipe continentale Itera-Katusha, réserve de l'équipe Katusha.
En 2012, il s'engage avec cette dernière. Il signe sa première victoire professionnelle le 27 février 2013 à l'occasion du Grand Prix Samyn après une attaque dans les 500 derniers mètres. La même année, il gagne une étape de la Semaine cycliste lombarde. L'année suivante, il se classe deuxième du Samyn et septième de Gand-Wevelgem.
Fin 2015 il prolonge son contrat avec la formation russe Katusha.
En mars 2016, il remporte 7e étape du Tour de Catalogne devant Primož Roglič. Il s'agit de son seul succès sur le World Tour. Présent au Tour d'Italie deux mois plus tard, Tsatevitch est pénalisé financièrement et sportivement lors de la neuvième étape pour avoir enfreint le règlement obligeant un coureur dépassé lors d'un contre-la-montre à s'écarter du sillage de celui qui l'a doublé. Lors de la journée de repos du lendemain, son équipe annonce l'écarter de la course, provoquant colère et incompréhension du coureur.
En 2017, il rejoint la formation de deuxième division Gazprom-Rusvelo, puis met un terme à sa carrière à l'issue de cette saison, à l'âge de 28 ans.
Après avoir terminé sa carrière de cycliste, il pratique le hockey sur glace. Il meurt le 8 avril 2024.

## Palmarès et classements mondiaux

### Palmarès
- 2007
  - 1re étape du Trophée Centre Morbihan
  - Trofeo San Rocco
- 2008
  - Due Giorni Marchigiana-GP Industria Commercio Artigianato di Castelfidardo
- 2010
  - 3e du Mémorial Angelo Fumagalli
- 2011
  -  Champion de Russie du critérium
  - 2e étape du Grande Prémio Crédito Agrícola de la Costa Azul
  - Grand Prix de Nogent-sur-Oise
  - 4e étape du Tour Alsace
  - 6e étape du Tour de Bulgarie
  - 2e de la Côte picarde
  - 2e du Grand Prix de Moscou
  - 2e du Budapest GP
  - 8e du championnat du monde sur route espoirs
- 2013
  - Le Samyn
  - 3e étape de la Semaine cycliste lombarde
- 2014
  - 2e du Samyn
  - 7e de Gand-Wevelgem
- 2015
  - 3e du Trofeo Laigueglia
- 2016
  - 7e étape du Tour de Catalogne
  - 2e de la Clásica de Almería

### Résultats sur les grands tours

#### Tour d'Italie
- 2016 : non-partant (10e étape)
- 2017 : 121e

### Classements mondiaux
| Année                                 | 2008 | 2009 | 2010 | 2011 | 2012 | 2013 | 2014 | 2015 | 2016 | 2017  |
| ------------------------------------- | ---- | ---- | ---- | ---- | ---- | ---- | ---- | ---- | ---- | ----- |
| UCI World Tour                        |      |      |      |      | nc   | 194e | 124e | 185e | 162e | nc    |
| Classement mondial                    |      |      |      |      |      |      |      |      | 291e | 2037e |
| UCI Europe Tour                       | 418e | 630e | nc   | 48e  |      |      |      |      | 328e | 1319e |
| UCI Oceania Tour                      | nc   | nc   | nc   | nc   |      |      |      |      | 25e  | nc    |
|                                       |      |      |      |      |      |      |      |      |      |       |
| Légende : nc = non classéSource : UCI |      |      |      |      |      |      |      |      |      |       |